# بيكورينو رومانو
بيكورينو رومانو (النطق الإيطالي: ‎[pekoˌriːno roˈmaːno]‏) هو جبن صلب من المطبخ الإيطالي، يستخدم مبشوراً عادةً، ويصنع من حليب الغنم (كلمة بيكورا بالإيطالية تعني خروف، ومن هنا جاء الاسم). كانت جبنة بيكورينو رومانو عنصراً رئيسياً في النظام الغذائي للجيش في روما القديمة.
لا زالت هذه الجبنة اليوم تصنع حسب الوصفة الأصلية وتعتبر إحدى أقدم أنواع الأجبان في إيطاليا. معظم الإنتاج يأتي من سردينيا. ثمة تقليد مرتبط بالأول من أيار (مايو) حيث تتناول الأسر الرومانية جبنة بيكورينو مع الفول الطازج. وتستخدم أكثر ما يكون في وسط وجنوب إيطاليا.

## خلفية
وصفت طريقة صنع جبنة بيكورينو رومانو لأول مرة من قبل مؤلفين باللاتينية مثل ماركوس فارو وبلينيوس الأكبر منذ حوالي 2000 سنة، وقد صنّعت للمرة الأولى في كامبانا رومانا وهل المناطق الريفية حول روما. نظراً لطول مدة التخزين، أصبحت هذه الجبنة أساسية في الحصص الغذائية المخصصة للفيالق الرومانية؛ إذ كانت الحصة اليومية للجندي 27 غرام، مع الحساء والخبز. كانت جبنة بيكورينو رومانو تمدّ الجنود المتعبين بالقوة والحيوية فهي من الأطعمة مرتفعة الطاقة فضلاً عن كونها سهلة الهضم
تصنع هذه الجبنة حصرياً من حليب الغنم المربى في سهول لاتسيو وفي سردينيا. يصنع معظم الجبن في هذه الجزيرة. كما يجب أن تُصنع من معجون منفحة الخروف والمستخرجة من الخراف التي تربى في منطقة الإنتاج نفسها، لذا فهي لا تناسب النباتيين.
تستخدم جبنة بيكورينو رومانو أكثر ما يكون مع أطباق المعكرونة مثلها مثل بارميجيانو ريجيانو. فالرائحة العطرية والطعم الحادّ والمذاق المالح يشير إلى المطبخ الإيطالي. تفضّل بيكورينو رومانو مع أطباق المعكرونة ذات الصلصة كثيفة النكهة، لا سيما ذات المنشأ الروماني مثل كاربونارا. تعتمد حدة الطعم على فترة النضج، والتي تتراوح بين 5 أشهر لجبنة الاستهلاك المباشر و8 أشهر (على الأقل) لجبنة الطبخ.
يجب عدم الخلط بين بيكورينو رومانو وبيكورينو توسكانو (من توسكانا) أو بيكورينو ساردو (من سردينيا. فهذان النوعان ليسا مالحين وغالباً ما يؤكلان مباشرة دون طبخ ومع الشطائر. تبيع العديد من المتاجر في الولايات المتحدة جبنة رومانو والتي تختلف عن جبنة بيكورينو رومانو، فهي منتج إيطالي معترف به ومحمي بموجب قوانين الاتحاد الأوروبي. الرومانو الأمريكية أكثر اعتدالاً وتستخدم حليب البقر بدلاً من حليب الغنم